# Vlădeni (gmina w okręgu Botoszany)
Vlădeni – gmina w Rumunii, w okręgu Botoszany. Obejmuje miejscowości Brehuiești, Hrișcani, Huțani, Mândrești i Vlădeni. W 2011 roku liczyła 4560 mieszkańców.